# Karl Popper
Sir Karl Raimund Popper, avstrijsko-britanski filozof in profesor, * 28. julij 1902, Dunaj, Avstrija, † 17. september 1994, London, Združeno kraljestvo.
Popper je bil profesor na London School of Economics. Velja za enega največjih filozofov znanosti 20. stoletja. Veliko je prispeval tudi na področjih socialne in politične filozofije. Popper je znan po tem, da je znanstveno metodo utemeljil na principu ovrgljivosti, kar je v nasprotju s predhodnim principom dokazljivosti. Princip ovrgljivosti govori o tem da katerakoli teorija znotraj empiričnih ved ne bo nikoli potrjena, ampak bo lahko samo zavrnjena. Znanstveno je torej lahko verjetno samo tisto, kar lahko ovržemo. Popper je znan tudi po svojem nasprotovanju do klasične teorije utemeljitve znanja, ki pa jo je zamenjal s svojo idejo kritičnega racionalizma. Bil je goreč zagovornik liberalne demokracije in principov socialnega kriticizma, za katerega je verjel, da omogoča odprto družbo.

## Družina, otroštvo, mladost
Karl Popper se je rodil v meščanski družini na Dunaju (v takratni Avstro-Ogrski) leta 1902. Karlovi stari starši so bili Judje.  Starši Karla pa so se iz judovske vere spreobrnili v Luteransko vero, še preden se je rodil Karl. Tako je bil Karl krščen v Luteranski veri. Karlovi starši so Karlov krst razumeli kot del kulturne asimilacije in ne kot vero v boga. Karlov oče Simon Siegmund Carl Popper  je bil odvetnik iz Bohemije, ki je doštudiral kot doktor prava na Univerzi na Dunaju. Karlova mama Jenny Schiff pa je prihajala iz Šlezije in je bila madžarskega rodu. Po preselitvi na Dunaj, se je družina Popper strmo vzpenjala v dunajski družbi. Oče Simon Siegmund Carl je postal pravni zastopnik takratnega liberalnega župana Dunaja Raimonda Grübla. Karlov oče je bil pravi bibliofil, saj je imel v svoji knjižnici okoli 14.000  del. Karl Popper  je po smrti očeta podedoval vso zbirko očetovih knjig in del.

## Študij
Popper je šolanje zapustil pri šestnajstih letih. Obiskoval pa je predavanja iz matematike, fizike, filozofije in zgodovine glasbe kot gostujoči študent na Dunajski Univerzi.  Leta 1919 se je pridružil Združenju Socialistične šole študentov. Kasneje je tudi postal član avstrijske Socialdemokratske stranke delavcev, ki je v tistem času temeljila na Marksistični ideologiji. Po neprijetnem dogodku 15. junija 1919, ko je policija ustrelila osem njegovih neobroženih prijateljev iz stranke, je postal razočaran nad tem in je opustil marksistično ideologijo. Ostal pa je podpornik socialnega liberalizma do konca svojega življenja.

## Filozofije

### Kritični racionalizem
Kritični racionalizem je epistemološka filozofija, ki jo je razvil Karl Popper. Popper je pisal o kritičnem racionalizmu v dveh njegovih delih: Odprta družba in njeni sovražniki in Domneve in ovržbe: Rast znanstvenih spoznanj. Kritični racionalisti trdijo, da moramo racionalno kritizirati znanstvene teorije in morebitna druga  znanja. Če lahko teorije preverimo s testi, moramo to storiti, da jih lahko ovržemo. To pomeni, da je potrebno izvesti znanstveno analizo, ki pokaže ali bi teorija lahko bila možna, ali pa je teorija popolnoma napačna.

## Vpliv
Karel Popper je imel ključno vlogo pri vzpostavljanju znanstvene filozofije kot živahne, avtonomne discipline znotraj filozofije. S svojimi deli je vplival na svoje učence in sodobnike. Poper je leta 1946 ustanovil Oddelek za filozofijo, logiko in znanstvene metode na Londonski šoli z ekonomijo in tam tudi poučeval in tako vplival na  Imra Lakatosa in Paula Feyerabenda, dva najvidnejša filozofa znanosti v naslednji generaciji filozofije znanosti.

## Kritika
Največ kritike Popprove filozofije je usmerjene na ponareditev ali odprava napake, elementa v njegovem poročilu o reševanju problemov. Mišljena je kot idealno-praktični način učinkovitega reševanja človeških problemov.

## Pomembnejša dela
- Temeljna problema teorije znanja (Die beiden Grundprobleme der Erkenntnistheorie), 1930-33
- Logika znanstvenega odkritja (Logik der Forschung), 1934
- Revščina historicizma (The Poverty of Historicism), 1936/1957
- Odprta družba in njeni sovražniki (The Open Society and Its Enemies), 1945
- Kvantna teorija in razkol v fiziki (Quantum Theory and the Schism in Physics), 1956/57
- Odprto vesolje (The Open Universe: An Argument for Indeterminism), 1956/57
- Realizem in cilj znanosti (Realism and the Aim of Science), 1956/57
- Domneve in ovržbe: Rast znanstvenih spoznanj (Conjectures and Refutations: The Growth of Scientific Knowledge), 1963
- Objektivna znanost: Evolucijski pristop (Objective Knowledge: An Evolutionary Approach), 1972
- Jaz in njegovi možgani: Utemeljitev za interakcionizem (The Self and Its Brain: An Argument for Interactionism), 1977
- V iskanju boljšega sveta (In Search of a Better World), 1984
- Prihodnost je odprta (Die Zukunft ist offen), 1985
- Svet nagnjenj (A World of Propensities), 1990
- Nauk tega stoletja (The Lesson of this Century), 1992
- Celo življenje je reševanje problemov (All life is Problem Solving), 1994
- Mit o ogrodju: Zagovor znanosti in racionalnosti (The Myth of the Framework: In Defence of Science and Rationality), 1994
- Svet Parmenida, eseji o Predsokratska razsvetljenstva (The World of Parmenides, Essays on the Presocratic Enlightenment), 1998
- Zgodnji spisi (Frühe Schriften), 2006
- Po odprti družbi (After The Open Society), 2008